# 머시 오티스 워런
머시 오티스 워런(Mercy Otis Warren, 1728년 9월 25일 ~ 1814년 10월 19일)은 미국의 정치 필자이며, 미국 혁명 선전가였다. 18세기, 정치와 전쟁 같은 주제는 남자들만의 전유물이라고 생각되었다. 소수의 남자들과 더 극소수의 여자들만이 이러한 주제에 대해 교육을 받거나, 훈련을 할 수 있었다. 워런은 예외적 여성이었다. 미국 혁명이 시작되기 전 몇 년 동안, 워런은 매사추세츠에서 왕권을 공격하는 시와 희곡을 출판했으며, 식민지 주민들에게 식민지의 권리와 자유를 위해 영국의 횡포에 저항하자고 선동했다.
1788년 미합중국 헌법 논쟁이 벌어지는 기간에, 그녀는 ‘컬럼비언 패이트리어트’라는 필명으로 문서의 비준을 반대하고, 권리 장전의 배제를 옹호하는 소책자를 발간하였다. 1790년 그녀는 당시 여성로서는 파격적인 현상으로 자신의 이름으로 시와 희곡 모음집을 펴냈다. 1805년, 그녀는 3권으로 구성된 《떠오르고, 진행되고, 종결하는 미국 독립사》(History of the Rise, Progress, and Termination of the American Revolution)을 가장 빠른 독립을 위한 미국 전쟁사로 발간했다. 이것은 최초의 여성에 의한 최초의 혁명사였다.

## 어린 시절
머시 오티스는 1728년 9월 14일(옛 달력) 제임스 오티스 대령(1702–1778)과 매리 앨린 오티스 (1702–1774) 부부의 13 자녀 중 세째로 그리고, 장녀로 태어났다. 가족은 매사추세츠 웨스트 번즈터블에 살았다. 매리 앨린은 메이플라워 호 탑승객이었던 에드워드 도티의 후손이었다. 제임스 오티스 시니어는 농부이자, 변호사였으며, 반저터블 카운티 보통 탄원 법원의 판사로 복무하다가, 이후 1745년 매사추세츠 하원 의원으로 선출된다.